# ミストバーン
ミストバーンは、三条陸（原作）と稲田浩司（作画）による漫画、およびそれを原作とするアニメ『DRAGON QUEST -ダイの大冒険-』に登場する架空の人物。
アニメでの声優は難波圭一（1991年版）、子安武人（2020年版）。

## 概要
当初は魔王軍の魔軍司令・ハドラーの部下であり、魔影軍団の軍団長（魔影参謀）として登場。後に大魔王バーンの最大の秘密の鍵を握る側近であることが判明。反旗を翻したハドラーに代わって、魔軍司令を務める。その正体は、暗黒闘気の集合体である魔界の魔物ミスト（声 - 古川登志夫〈2020年版〉）。実体は持たず闇の塊が形をなしており、上半身は人型、下半身は無数の足を持った形状となっている。生物に憑依する能力を持っており、この能力をバーンに見込まれ「若さを持った肉体」に憑依することで主を守っていた。ヒュンケルの命の恩人にして闇の師であり、強力な暗黒闘気や鋼鉄以上の硬度を誇る両腕の爪を操る。一人称は「私」。
名前の由来はmist（霧）+主のバーンの個人名。作中では「影（ミスト）のバーン」という意味でもあり、影という言葉は「代行人」や「分身」といったニュアンスで使われていた。

## 性格・人物
平時は極端に寡黙で、冷静な性格に見える。しかしこれは容易に口を開けない理由があるためであって、実際の性格はむしろ激情家である。劇中では、バーンに背いたロン・ベルクに対し独断で制裁を加えたり、作戦に失敗して激昂するなどの面を見せている。
ミストバーンの本体である魔影生物ミストは肉体を持たず、自らを鍛え強くなるという性質を持てないため、己の出自を呪っていた。そのため、憑依能力のある彼にしかできない任務（後述）を授け、生きる意味を与えてくれたバーンには絶対の忠誠を誓っており、「大魔王様のお言葉はすべてに優先する」を信条にしている。
実体を持たぬ反動から、バランやクロコダインのように自身を鍛えて強くなった者に対しては敵に回っても羨望の念と共に敬意を表し、その反対に、ザボエラやマキシマムのように策を弄して自分自身の力で戦おうとしない卑怯な性格の持ち主は、味方であっても軽蔑する。
特に超魔生物となって以降のハドラーとは一定の親交を築き、彼から礼を述べられたり、その身を案じたりもした。最終的にはハドラーへの情よりもバーンへの忠誠を優先して彼を見捨てたが敬意そのものは継続しており、ダイ一行を一度破った後にザボエラがハドラーを侮辱する発言を行った際には強い怒りと共に侮蔑の念を吐き捨て、金属生命体のヒムがハドラーの生まれ変わりを自称した際には「兵士（ポーン）ごとき」と憤慨している。ただし、ザボエラがハドラーを侮辱したことに激怒した際も「バーン様を救った功績だけは認めてやる」と言ったり、奥の手を使って形勢逆転した際には「叩かれてようやく手の内を見せよったわ」と述べており、嫌っている相手でも立てた手柄や能力は公平に評価する一面もある。
例外はキルバーンである。キルバーンは本来ミストバーンが忌み嫌う卑劣で残虐な戦術を好む対極の性格の人物でありながら、バーンと初対面で一歩もたじろがず、「バーンの抹殺」という本来の任務を見抜かれた後も態度を変えなかった様子に感心し、同僚となった後も不思議と気が合い、友人となっていた。なお、キルバーン登場以前には本名である「ミスト」をそのまま通名として使っていたが、その後はキルバーンの素性を周囲に隠すため、「キルバーン同様に主人であるバーンの名を貰った幹部」という表向きの理由を作って、「ミストバーン」を名乗るようになった。そのため、キルバーンが「ミスト」と言うのは昔からの本名で呼んでいたためだが、ミストバーンが「キル」と言うのは愛称としてである。

## 外観・性質
普段は着用している「闇の衣」から覗く部分が黒い影となっており、両目と胸の部分が丸く光った姿をしている。攻撃を受けて衣が損傷すると、フードの下に人の顔が現れる。
この姿は、魔影生物ミストが大魔王バーンの肉体を守るために衣の内部で覆い隠している状態である。衣を剥ぎ、内部の肉体をさらす時は憑依を行い、バーンの肉体の力を己の力として行使する。ミストは暗黒闘気の集合体で、彼自身は「ガス生命体と幽霊の中間のような存在」と説明している。ミストには実体がないために物理攻撃は一切効かず、自身も敵を攻撃することはできない（ただし作中でマァムを押さえつけている描写がある）。しかし生物の肉体に憑依し、他者の体を乗っ取る能力を持つ。乗り移れる肉体は生命活動を行っていない物でも構わず、また戦闘不能なほど弱った肉体でも構わない。この能力を見込まれてバーンに拾われた後は、「凍れる時間の秘法」を施されたバーンの本来の肉体を預かってまとわりつき、またその肉体の存在と自身の正体を「闇の衣」を着用することによって隠し、「ミストバーン」と名乗っていた。「凍れる時間の秘法」により時間が停止したバーンの肉体を動かしているため、肉体は極大消滅呪文メドローアを除いたあらゆる攻撃を受け付けないが、本体である彼は暗黒闘気の集合体という体質上、光の闘気を弱点とし、これを用いた攻撃ならダメージを与えられる。
非常時にはバーンの許可を前提に「闇の衣」を解き放ち、彼の肉体に入り込んで動かすことにより戦う（キルバーンがバーンの元に来て以降の数百年間に、ほんの数回であるが、そのような非常事態があったことがミストバーン自身の言葉からうかがえる）。あらわになったバーンの頭部は、ミストの一部を黒い冠のように戴いている。バーンの両目は閉じられているが、視界には支障ないらしい。作中でも屈指の美形であり、キルバーンからも素顔の方が格好良いと褒められている。また、バーンの禍々しい眼光が無いため柔和な顔立ちになっており、クロコダインやヒムからも細面、優男呼ばわりされている。しかしながら、その風貌と相反する人知を超えた戦闘能力を持つ。この時のミストバーンは「凍れる時間の秘法」の特性により外部からの影響をほとんど受けない上に、バーンの肉体の高い身体能力を自由に発揮することが可能である。また、バーンの魔法力もいくらか肉体に残っているらしく、バーンでなければ起動できない黒の核晶（コア）を爆発させることもできる。ミスト本体がバーンの肉体内部にいるため、通常の光の闘気による攻撃も無効化され、「凍れる時間の秘法」を唯一打ち破るメドローアでさえも、バーンの超必殺技の一つであるフェニックスウイングを使用すれば回避可能。これらのことから、表向きには魔王軍六団長はバランが最強とされているが、闇の衣を剥ぎ取った状態のミストバーンは自らを「魔王軍最強」と語っている。ただし攻撃はバーンの肉体による力任せなものであり、格闘技術そのものはラーハルトのような超一流の戦士には劣る。
バーンの不老の秘密を隠すため、ミストの独断で預かった肉体を使うことは禁じられており、仮にこれに背いたとすれば厳罰に処される。しかし、最終決戦の時はバーンもダイに苦戦していて許可を得ることができなかったため、やむを得ずに使用。バーンと対話可能となった時点では、彼がミストに肉体の返却を求めるほど追い詰められていたので事実上不問とされた。
マァムに憑依した際は、温厚な彼女自身が出そうとしない全力を振るってラーハルトやヒムを翻弄した。しかし、その戦い方は肉体への負担を考慮しないもので、攻撃した側であるマァムも流血していた。
ヒュンケルへの憑依は未遂に終わったため、劇中でミストが宿ったのは2人だけだが、コンビニコミックでは「バーン以外のキャラクターに乗り移ったらどうなるか」という企画があった。

## ヒュンケルとの師弟関係
アバンのもとを離れたヒュンケルを助けて彼の師となったのは、万一バーンに肉体を返すことになった際に、彼の肉体をメインボディとして使用するためであった。長年にわたりヒュンケルに暗黒闘気の使い方を教え込むことで自分と彼の暗黒闘気の相性を最高のものとしており、ヒュンケルの肉体を乗っ取ったならばミストバーンに匹敵する最強戦士になれると述べている。なお、乗っ取った肉体がダメージを受けてもミストにはその痛みは伝わらず、限界を超えてその肉体を酷使することができるため、すでに戦闘不能となっていたヒュンケルに乗り移っても問題はなかった。

## 口数について
バーンの肉体を借りている事実を隠すため、バーンの声をみだりに発することがないように滅多に口をきかないが、ストーリーが進むにつれ、口数が多くなった。ミストバーンが多く喋りはじめた時期におけるキルバーンの発言によれば「ミストバーンは必要がなければ何百年でも黙りっぱなし」、ヒュンケルの発言によれば「俺にものを教える時ですらろくに喋らなかった」とのことである。鬼岩城を操って登場したときは不特定多数へ声を聞かせているが、これは死刑宣告であり、その場にいる者の全滅を企図していた。
ミストは他者の肉体に取り付いている間であっても自分本来の声を出すことができる。しかし何らかの理由で主に取りついた肉体の声で話す傾向にあり、たとえばマァムに取りついた際は正体が明らかになっているのにもかかわらず、彼女の口を使い、声を出している。
また、バーンとは魔力を用いての意識上での通話（テレパシー）が可能であり、通常はこれを用いて主との意思疎通をしていたようである。

## 劇中の軌跡
数千年前の魔界で暗黒闘気の生命体として生を受ける。自身の存在を忌まわしいものとして呪っていたが、バーンに見出されて「汝は余に仕えるために生まれてきた」と自身の存在価値を初めて認められて臣下となり、絶対的な忠誠を誓うようになった。
バーンの地上破壊計画のために側近としてかねてより暗躍していたようであり、少年時のヒュンケルがアバンを討ち損ねた際には即座に彼を拾うなど、バーンの警戒対象だったアバンを偵察するなどの活動を自ら行っていた様子が窺える。バーンがハドラーを臣下に加えて六大軍団を結成した際には、バーンの推薦によって魔影軍団長として役職上は総司令であるハドラーの部下となる。軍団長としては当初カール王国の攻略を担当していたが精強なカール騎士団の抵抗を前に大きな戦果はなかった（それを表向きの理由とし、裏ではバランを遠ざけたい思惑があったハドラーによって、超竜軍団にカール攻略を交代させられた）。バルジ島の総攻撃では魔影軍団を率いて参戦。ザボエラ率いる妖魔士団と共にダイ一行を迎撃するも、クロコダインらの加勢を得たダイたちが反撃に転じると早々に撤退し、戦いの終盤にフレイザードに魔影軍団最強の鎧を与えた程度で、目立った活躍はなかった。しかし、その直後から本来のバーンの腹心としての顔を少しずつ見せるようになる。バルジ島でヒュンケルに敗北しバーンによって復活した直後のハドラーに面会して、バーンからの言葉を伝える際には呼び捨てにするなど、実質的な立場はハドラーと同等かそれ以上であることを示唆する場面が増えていった。
その後、失態を重ねて奮起し自らが超魔生物となる決断をしたハドラーの覚悟に感じ入り、改造手術中で動けないハドラーの依頼を受けてパプニカのサミットを襲撃。宣戦布告の際には「命令する。死ね」「お前たちには一片の存在価値もない。大魔王バーン様の大望の花を汚す害虫だ」と無慈悲に言い放ち、バーンへの忠誠心と、人間に対する強い敵意を露わにした。この戦いでは魔影軍団に加えて鬼岩城も投入し、自身も陣頭に立ってダイやヒュンケルと戦うが、ヒュンケルに素顔を見られかけた上に、鬼岩城をダイに破壊されるという失態を犯し逆上、バーンに無許可で闇の衣を脱ぎ、その場にいる者たちを皆殺しにしようとする。しかし、現れたキルバーンに止められ冷静さを取り戻し撤退。追跡してきたポップをキルバーンとともに返り討ちにしようとするも、駆け付けたダイに止められる。直後に超魔生物への強化改造が終わったハドラーも現れダイとの一騎討ちとなるが痛み分けに終わり、キルバーンの追跡を受けたポップもクロコダインの救援で取り逃がした。サミット襲撃は魔影軍団と鬼岩城を失う敗戦に終わり、バーンから最後通告を受けていたハドラーもダイを討ち損ねたことで処刑を覚悟したが、バーンはハドラーの成長を喜んで最後通告を撤回し、ミストバーンも叱責や処分を受ける描写はなかった。
これ以降、武人と化したハドラーと信頼関係を深めることになるが、後にハドラーがダイ・バラン親子と戦った際、敗色が濃くなったハドラーをダイたちもろとも黒の核晶で吹き飛ばすことをバーンが決めてしまう。苦悩も見せるが最終的にはバーンの命令を優先し、交戦中のハドラーたちの前に現れて闇の衣を脱ぎ、黒の核晶を起爆した。結果、ダイを庇って爆発を受けたバランは死亡し、ダイたちもバーンが自ら赴いての戦いで圧倒し追い詰めるが、爆発に耐えて生き残ったハドラーの離反によりダイたちを逃がされ、袂を分かつ。ハドラーが魔王軍を去った後は正式に魔軍司令となり（超魔生物となったハドラーがバーンに謁見した際、ダイ討伐を専任するハドラーの代行として魔王軍指揮を担うことを既にバーンより命じられていた）、バーンの危機を救った手柄により魔軍司令補佐となったザボエラを直属の部下とするが、ハドラーへの敬意は残っておりザボエラが彼を卑下した際には激怒していた。
最終決戦のミナカトールの攻防戦では、集まった人間たちをザボエラや魔界のモンスターたちとともに迎え撃つが、彼らの予想外の健闘やロン・ベルクの参戦もあって苦戦を強いられる。やがて魔界のモンスターたちは全滅し、バーンを守るために大魔宮に戻るが、先に体よく逃げ帰ろうとしたザボエラを「たまには自分の手足を動かせ」と見捨てて残していった。
大魔宮の戦いでは、ダイ、ポップ、マァムの前に現れ、ダイを先に行かせようとするポップやマァムを苦も無く捻り殺そうとするが、駆け付けたラーハルトやヒュンケルらに阻まれ、彼らを一人で相手にして戦う。最初は光の闘気に目覚めたヒムに相性の悪さを突かれ圧倒されるが、闇の衣を剥いだ姿となり逆に彼らを圧倒、唯一の希望であるポップのメドローアもフェニックスウイングで弾き返して彼を消し去り、マァムたちを絶望させるが、キルバーンとの戦いに勝利して駆け付けたアバンの加勢により正体を暴かれかける（消し去ったと思われたポップも、アバンにより救出されていた）。同じ頃、ダイと交戦していたバーンも危機に陥り、預かっていた肉体を返却し本来のミストの姿に戻る。
バーンに肉体を返した後、ミストは一時的にマァムに取り憑き、次いで本来の目標であるヒュンケルに乗り移ろうとした。彼の精神の中を移動している際に最期の会話を交わし、「今まで何度も殺そうと思ったが生かしておいてよかった」「ヒュンケルは武器であり道具」と哄笑をあげ、ヒュンケルの魂を消滅させ肉体の支配権を得ようとする。だが、ミストの意図を直感的に察知していたヒュンケルは事前に魂に光の闘気を溜め込んでおり、魂に接触した瞬間に発した光の奔流に飲み込まれ、ヒュンケルの名を叫びながら消滅した。ミストの肉体に対する執着と渇望、そしてヒュンケルとの因縁を聞いていたヒムは、その最期を「本望だろう。長年かかって鍛え上げた理想の身体の中で死ねたのだから」と評した。

## 必殺技
濃霧
敵陣に近づくのに悟られないようにするために、人工的に発生させる。作中では、鬼岩城の接近をパプニカ王国に気付かれないために使用された。
ビュートデストリンガー
鋭い爪を高速で伸ばして離れた相手を貫いたり、からめとって捕獲したりする。左右どちらの手でも使用でき、地中を掘り進むことも可能。圧迫力は凄まじくその気になればポップやマァムの肉体も容易く潰してしまうことができるという。
デストリンガー・ブレード
爪を揃えて剣のように伸ばした手刀、近接戦での武器とする。
闘魔傀儡掌（とうまくぐつしょう）
掌から放つ暗黒闘気の糸で相手を束縛し、意のままに操る。ヒュンケルにもこの技は教授された。強力な光の闘気や暗黒闘気などを持つ相手には束縛を破られてしまうことがある。
闘魔滅砕陣（とうまめつさいじん）
足元から蜘蛛の巣のように暗黒闘気の糸を周囲に張り、同時に複数体の相手を束縛する。ポップやマァム、クロコダインなどを同時に完全に束縛してしまう強力な技だが、傀儡掌と同じく強力な闘気によって束縛を破られてしまうこともある。ダイやヒュンケルの「空」の技に打ち破られたほか、新生ヒムには踏みつけられただけでかき消された。
闘魔最終掌（とうまさいしゅうしょう）
片手の掌に全暗黒闘気を集中させ、敵を握りつぶす。その威力にはオリハルコンでさえ耐えられない。通常時のミストバーンの最強の技でもある。新生ヒムとの一騎討ちに使用したが、片腕を犠牲にすることで放たれた「オーラナックル」のカウンターに破られた。
フェニックスウイング
本来はバーンの技で、闇の衣を取り払った時のみ使用可能。超高速の掌圧による衝撃波で、あらゆる攻撃をはじき返す。作中では、ポップのメドローアをはじき返した。
掌圧
掌を突き出すことで発生させた衝撃波で、相手を吹き飛ばす技。クロコダインたちを、壁面に叩きつけるほどの威力を見せた。後にバーンも、ラーハルトのハーケンディストールを跳ね返すのに使用した。
このほかに闇の衣を纏った状態で、呪文を正面から衣の内側（バーンの肉体を覆っている魔影生物ミストの部位）に受けて、増幅して撃ち返すという技も披露している。同じ呪文反射でも、フォームなどから見てバーンの肉体を使う技であるフェニックスウィングとは異なり、魔影生物ミストとしての技のようだが、詳細な原理や名称は不明である。